# James Cameron
James Francis Cameron (Kapuskasing, Ontario, 16. kolovoza 1954.), kanadski filmski redatelj i producent. Poznat je po svojim akcijskim i SF filmovima koji obično komercijalno uspješni i vrlo inovativni. Tematski, Cameronovi filmovi općenito istražuju odnos između čovjeka i tehnologije. Cameron je režirao  Titanic, koji je postao najuspješniji film svih vremena, sa svjetskom zaradom od 1,8 milijardi dolara. Stvorio je i  Terminator franšizu.

## Rani život
James Cameron rođen je u Kapuskasingu, Ontario, Kanada, kao sin Phillipa, inženjera elektrike i Shirley Cameron, umjetnice. Odrastao je u Chippawi, Ontario, a 1971. njegova se obitelj preselila u Breu, Kalifornija. Ondje je studirao fiziku, ali strast za režiranjem odvući će ga u filmski arhiv Sveučilišta Los Angelesa (UCLA). Nakon što je pogledao film Ratovi zvijezda, Cameron je napustio svoj posao vozača kamiona kako bi ušao u filmsku industriju.

## Rana karijera
U filmskoj industriji je počeo kao scenarist, a nakon toga je počeo raditi na scenografiji i efektima za filmove kao što su Bitka onkraj zvijezda i Bijeg iz New Yorka. Radeći s producentom Rogerom Cormanom, Cameron je 1981. ostvario svoj redateljski debi s filmom Piranha II: The Spawning, koji je sniman na Kajmanskim otocima za podvodne sekvence i u Rimu za interijere. Prvo je bio angažiran kao redatelj specijalnih efekata, a kad je originalni redatelj napustio projekt, preuzeo je režiju.

## Značajniji filmovi

### Terminator
Tijekom svog boravka u Rimu, razbolio se i doživio noćnu moru o stroju koji se diže iz vatre kako bi ga ubio. Dok se oporavljao, Cameron je materijalizirao ideju za  Terminator. Konačno je završio scenarij i odlučio ga prodati kako bi mogao režirati film. Međutim, produkcijske tvrtke koje je kontaktirao, iako su izrazile interes za projekt, ga nisu htjele prepustiti redatelju početniku. Cameron je konačno pronašao kuću koja je bila spremna pustiti ga da režira film, Hemdale Pictures. Njegova buduća supruga, Gale Anne Hurd, koja je osnovala vlastitu produkcijsku kompaniju, Pacific Western Productions, prije je radila s Cameronom u kompaniji Rogera Cormana, pristala je kupiti Cameronov scenarij za jedan dolar, pod uvjetom da Cameron režira film. Hurd je potpisana kao producent, a Cameron je konačno dobio priliku da režira film. Orion Pictures će distribuirati film.
Cameron je za ulogu Terminatora htio nekog tko nije posebno mišićav. Lance Henriksen, koji je nastupio u Piranha II: The Spawning, bio je prvi izbor za naslovnu ulogu, ali kad su se Arnold Schwarzenegger i Cameron prvi put susreli na ručku kako bi razgovarali o mogućnosti da Schwarzenegger zaigra Kylea Reesea, obojica su zaključila da bi uloga kiborga negativca bila prikladnija za  austrijskog bodybildera; Henriksen je dobio manju ulogu detektiva Hala Vukovicha, a uloga Kylea Reesea je otišla  Michaelu Biehnu. Osim toga, Linda Hamilton se u ovom filmu prvi put pojavila u ulozi Sarah Connor, a kasnije se udala za Camerona.
Terminator je bio veliki komercijalni uspjeh, nadmašivši očekivanja šefova Orion Picturesa da će film biti još jedan SF koji će se u kinima zadržati najviše tjedan dana. Film je bio niskobudžetan, ali je u Americi zaradio više od 38 milijuna dolara.

### Rambo
Tijekom osamdesetih, Cameron je napisao tri scenarija istodobno: Terminator, Aliens i prvu verziju Ramba II. Dok će Cameron nastaviti s Terminatorom i Aliensom, Sylvester Stallone će preuzeti scenarij za Ramba II, osmislivši konačnu verziju koja se radikalno razlikovala od Cameronove prvotne. Cameron je potpisan za svoj scenarij u odjavnoj špici filma.

### Aliens
Cameron je zatim počeo s nastavkom Aliena, filma  Ridleyja Scotta iz 1979. Cameron je nastavak nazvao Aliens, i za ulogu Ellen Ripley (jedine preživjele iz prvog filma) ponovno angažirao Sigourney Weaver. Prema Cameronu, ekipa Aliensa je prema njemu bila neprijateljski raspoložena, nazivavši ga slabom zamjenom za Ridleyja Scotta. Cameron im je htio pokazati Terminatora, ali je većina ekipe to odbila i ostala skeptična prema njegovoj režiji tijekom produkcije. Unatoč tome i drugim zakulisnim problemima (kao što su sukob s nekooperativnim kamermanom i mijenjanje jednog od glavnih glumaca - Michael Biehn iz Terminatora zamijenio je Jamesa Remara u ulozi Hicksa), Aliens je postao financijski uspjeh, a Sigourney Weaver je zaradila nominaciju za najbolju glumicu na dodjeli Oscara 1986. Osim toga, film i glavna glumica su se našli na naslovnici Timea kao rezultat feminističkih tema o ženama u bitci. Nakon fenomenalnog uspjeha s filmom, Cameron je sada imao više slobode da snima projekte kakve je želio.

### Bezdan
Cameronov sljedeći projekt došao je od ideje koje se dosjetio na satu biologije u srednjoj školi. Priča o radnicima na naftnoj bušotini koji pronalaze izvanzemaljska podvodna bića postala je temelj za Cameronov scenarij za  Bezdan, u kojemu su nastupili Ed Harris, Mary Elizabeth Mastrantonio i Michael Biehn. Snimljen s budžetom od 41 milijun dolara, smatran je jednim od najskupljih filmova u svoje vrijeme. Budući da se dobar dio filma odvija pod vodom, a tehnologija nije bila na razini da može digitalno stvoriti podvodni okoliš, Cameron je odlučio snimiti veliki dio filma upravo pod vodom. Kao setovi su poslužila dva ogromna vodena rezervoara u kojima su veći dio snimanja proboravili glumci i ekipa.
Bezdan je premijerno prikazan 9. kolovoza 1989. sa zaradom od 9,3 milijuna dolara, čime je bio drugi najuspješniji film tog tjedna. Na kraju je zaradio 54,5 milijuna dolara u Americi i 46 milijuna u inozemstvu, dok su kritike bile mlake. Cameron je u proljeće 1993. objavio specijalnu verziju koja je uključivala izbačene scene. Nakon objavljivanja Bezdana, Cameron je osnovao vlastitu produkcijsku kuću nazvanu Lightstorm Entertainment, koja je producirala sve njegove sljedeće filmove.

### Terminator 2: Sudnji dan
Nakon uspjeha  Terminatora, uvijek je bilo govora o nastavku koji bi nastavio priču o Sarah Connor i njezinoj borbi protiv strojeva iz budućnosti. Iako je Cameron osmislio jezgru priče za nastavak, a Schwarzenegger izrazio zanimanje za nastavak priče, i dalje je bilo problema oko prava na priču, kao i sa specijalnim efektima potrebnim za nastavak. Konačno, sredinom devedesetih, Mario Kassar iz Carolco Picturesa je osigurao prava na nastavak, davši Cameronu zeleno svjetlo za produkciju filma, sada nazvanog Terminator 2: Sudnji dan.
Linda Hamilton je reprizirala svoju ulogu Sarah Connor. Osim toga, Arnold Schwarzenegger se također vratio ulozi Terminatora, ali ovoga puta kao zaštitnik. Za razliku od Modela 101, koji se sastoji od metalnog kostura, novi negativac, nazvan T-1000, je bio napredniji Terminator stvoren od tekućeg metala s polimorfičnim sposobnostima. T-1000 je bio i manje nezgrapan od Modela 101. Za ulogu, Cameron je uzeo  Roberta Patricka, koji je bio čista suprotnost Schwarzeneggeru. Cameron je objasnio, "Htio sam nekoga koji je iznimno brz i okretan. Ako je T-800 ljudski Panzer tenk, onda je T-1000 Porsche."
Cameron je prvotno napredniji model Terminatora htio ubaciti u prvi film, ali nažalost tadašnji specijalni efekti tome nisu bili dorasli. Revolucionarni efekti korišteni u Bezdanu koji su digitalno prikazali površinu vode uvjerili su Camerona da je negativac od tekućeg metala sada moguć.
TriStar Pictures je distribuirao film pod određenim danom premijere koji je bio samo godinu dana od trenutka kad je počelo snimanje. Film, kojeg su napisali Cameron i njegov dugogodišnji prijatelj, William Wisher mlađi, morao je biti pretvoren iz scenarija u zgotovljen film u tom roku. Kao i Cameronov prethodni film, bio je jedan od najskupljih filmova svoje ere, s budžetom od oko 100 milijuna dolara. Najveći izazov filmu bili su specijalni efekti korišteni u kreiranju T-1000. Unatoč tome, film je dovršen na vrijeme, a u kinima se našao 3. srpnja 1991.
Terminator 2, ili T2, je srušio box-office rekorde, zaradivši preko 200 milijuna dolara u Americi i više od 300 milijuna u ostatku svijeta, a postao je najuspješniji film te godine. Osvojio je četiri Oscara: za šminku, zvuk, zvučne efekte i vizualne efekte.

### Istinite laži
Prije objavljivanje T2, Scwarzenegger je došao Cameronu s idejom snimanja remakea  francuske komedije nazvane La Totale. Nazvana Istinite laži, sa snimanjem koje je počelo nakon izlaska T2, priča govori o tajnom agentu koji vodi dvostruki život kao oženjeni čovjek, čija žena misli da je prodavač računala. Schwarzenegger je poslije dobio ulogu špijuna, Harryja Taskera, čija je misija u filmu istražiti i zaustaviti plan arapskih terorista da upotrijebe nuklearno oružje protiv  Sjedinjenih Država. Jamie Lee Curtis je glumila Schwarzeneggerovu filmsku suprugu, a Tom Arnold špijunova potrčka.
Cameronova kuća Lighstorm Entertainment potpisala je sa studijom 20th Century Fox ugovor za produkciju Istinitih laži. Snimljen uz budžet od 115 milijuna dolara i objavljen 1994., film je u Sjevernoj Americi zaradio 146, a u inozemstvu 232 milijuna dolara.

### Titanic
Cameron je izrazio zanimanje za potonuće broda Titanic. Odlučio je da će njegov sljedeći scenarij i film biti temeljeni na ovom događaju. Film govori o izmišljenoj romantičnoj vezi između dvoje mladih ljubavnika iz različitih društvenih klasa koji se upoznaju na pramcu broda, i konačno, o putovanju. Prije nego što je produkcija počela, odveo je ronioce na dno  Atlantskog oceana i snimio stvarne ostatke broda, što će se poslije naći u samom filmu.
Za film  Titanic, Cameron je angažirao  Leonarda DiCapria, Kate Winslet i  Billyja Zanea. Cameronov budžet za film iznosio je oko 200 milijuna dolara, čime je postao najskuplji film svih vremena. Prije premijere, film je naširoko ismijan zbog njegove skupoće i razvučenosti.
Objavljen u kinima 19. prosinca 1997., Titanic je u prvom vikendu zaradio 28 milijuna dolara. Zarada filma je rasla iz tjedna u tjedan. Titanic je bio jedan od rijetkih modernih filmova koji su zaradili više u svom drugom vikendu nego u prvom. Zarada se s 28,6 milijuna popela na 35,4 milijuna dolara od prvog do drugog tjedna, što je povećanje od 23,8 posto, nešto se što se nikad dotad nije dogodilo. To je još zanimljivije uzevši u obzir duljinu filma od više od tri sata što je ograničilo broj prikazivanja u brojnim kinima. Mjesecima je držao prvo mjesto najuspješnijih filmova, na kraju donijevši zaradu od više od 600 milijuna dolara u Americi i više od 1,8 milijardi dolara širom svijeta. Titanic je postao financijski najuspješniji film svih vremena. (Prilagođeno inflaciji, film je šesti najuspješniji američki film u povijesti). Na dodjeli Oscara 1998., film je osvojio rekordnih 11 nagrada, čime se izjednačio s dotadašnjim rekorderom, povijesnim spektaklom Ben-Hur. Među Oscarima su bili i oni za najbolji film i najboljeg redatelja.

### Mračni anđeo
Cameron je za svoj sljedeći film u planu imao adaptaciju Spidermana, projekt koji je razvio Menahem Golan iz Cannon Filmsa. Počele su prepirke oko Golanove uloge u Carolcovu projektu. Scenarij je datirao iz 1989., a na njemu se nalazilo i Cameronovo ime, što indicira da je na njemu radio s nizom scenarista (John Brancato, Barry Cohen, Joseph Goldmari i Ted Newsom), ali je scenarij bio identičan onome koji je Golan prezentirao Columbia Picturesu 1988., gdje je projekt bio u razvoju (Cameron zapravo nikad nije radio s ovim scenaristima). Nakon što je odnio scenarij u Carolco, Cameron je tvrtki predstavio 45 stranica Spidermana, scenarij koji je znatno nalikovao na brojne ranije verzije scenarija, posebno onom koji je napisao Ethan Wiley. Kad je Carolco bankrotirao, svi prijašnji scenariji za Spidermana otišli su u ruke MGM-a i United Artists, uključujući "Cameronov materijal". MGM je materijal prodao Columbiji u zamjenu za to da Columbia odustane od svojih planova o produkciji alternativnog serijala o  Jamesu Bondu temeljenog na materijalu Kevina McCloryja. Columbia je angažirala Davida Koeppa da Cameronovu obradu pretvori u scenarij, a prva Koeppova verzija je od riječi do riječi bila temeljena na Cameronovoj priči, iako su kasnije verzije u mnogome prepravili sam Koepp, Scott Rosenberg, Alvin Sargent i Ivan Raimi. Columbia je za scenarij potpisala samo Koeppa. Cameron i ostali scenaristi su uložili prigovor, ali Columbia i Američko udruženje scenarista su prevladali. Film Spiderman je izašao 2002., a scenarij za njega je pripisan isključivo Koeppu.
U nemogućnosti da snimi Spidermana, Cameron se preselio na televiziju i napisao priču o novoj superheroini. S Charlesom H. Egleejom je koproducirao Mračnog anđela s  Jessicom Albom u ulozi Max Guevara, genetički unaprijeđene super-vojnikinje koju je stvorila supertajna organizacija Manticore. U seriji su još nastupili Michael Weatherly kao Logan Cale, i poznati glumac John Savage (iz  Lovca na jelene) kao pukovnik Donald Michael Lydecker. Iako je bila uspješna u prvoj sezoni, u drugoj je gledanost dramatično opala pa je serija otkazana. Sam Cameron je režirao kraj serije, dvosatnu epizodu koja je zaokružila mnoge nedovršene epizode.

## Česte teme
Cameron je bio zabrinut posljedicama nuklearnog rata, teme iz svih njegovih filmova od 1986. pa do 1994. godine.
Dok se Bezdan bavila istraživanjem dubokog mora (što je snimano u studiju), sam Cameron je postao stručnjak na polju istraživanja olupina u morskim dubinama istražujući Titanic i Bismarck.
U svojim filmovima Cameron se često oslanja na tehnologiju, stoga je godinama čekao da tehnološki alati dovoljno uznapreduju kako bi ostvario svoju viziju Avatara za kojeg je koristio posebno razvijene 3D kamere.

## Privatni život
Cameron se ženio pet puta: Sharon Williams (1978. – 1984.), Gale Anne Hurd (1985. – 1989.), Kathryn Bigelow (1989. – 1991.), Linda Hamilton (1997. – 1999., jedna kćer), Suzy Amis (2000.-, jedan sin, dvije kćeri).
Jedan ga je suradnik, scenarist Orson Scott Card, opisao kao sebična i okrutna. Kad su ga pitali o suradnji s Cameronom na ekranizaciji Bezdana, Card je rekao da je iskustvo bilo "Živi pakao. Prema je bio veoma ljubazan, jer sam si mogao priuštiti da odem. Ali sve oko sebe je dovodio u očaj, a njegova neljubaznost ni u čemu nije pomogla. Niti je motivirala ljude da rade brže ili bolje. Bez obzira što mijenja način rada s ljudima, nadam se da neće režirati ništa moje. Zapravo, sada mogu s pravom garantirati da nikad neće režirati nijedno moje djelo. Život je prekratak da se surađuje sa sebičnim, okrutnim ljudima."
Cameron ima eksplozivnu narav. The Independent ga uspoređuje s tiraninom  Atilom: "Čovjek je, po svemu sudeći, noćna mora za suradnju. Studiji se boje njegove navike da ne poštuje raspored i troši više od predviđenog budžeta. Na setu je na lošem glasu zbog beskompromisnog i diktatorskog ponašanja, kao i zbog zapaljive naravi - nazvan je redateljskim ekvivalentom Atile Huna."

## Filmografija
| Godina        | Naslov                     | Žanr                    | Procijenjeni budžet |
| ------------- | -------------------------- | ----------------------- | ------------------- |
| 1978.         | Xenogenesis                | SF                      |                     |
| 1981.         | Piranha 2: Mriještenje     | Horor                   |                     |
| 1984.         | Terminator                 | SF / Akcija / Horor     | $6,400,000          |
| 1986.         | Aliens                     | SF / Akcija / Horor     | $18,500,000         |
| 1989.         | Bezdan                     | SF                      | $41,000,000         |
| 1991.         | Terminator 2: Sudnji dan   | SF / Akcija             | $92,000,000         |
| 1994.         | Istinite laži              | Akcija / Komedija       | $120,000,000        |
| 1996.         | T2 3-D: Battle Across Time | SF / Akcija             | $60,000,000         |
| 1997.         | Titanic                    | Film katastrofe / Drama | $195,000,000        |
| 2000. – 2002. | Mračni anđeo               | Televizijska drama      |                     |
| 2002.         | Ekspedicija: Bismarck      | Dokumentarac            |                     |
| 2003.         | Duhovi iz bezdana          | Dokumentarac (3-D)      |                     |
| 2005.         | Alieni dubina              | Dokumentarac (3-D)      |                     |
| 2009.         | Avatar                     | SF / Akcija (3-D)       | $237,000,000        |
| 2022.         | Avatar: Put vode           | SF / Akcija (3-D)       |                     |
| 2025.         | Avatar: Vatra i pepeo      | SF / Akcija (3-D)       |                     |

## Vanjske poveznice
- James Cameron u internetskoj bazi filmova IMDb-u (engl.)
- The Exodus Decoded
- Life's Abyss and Then You Die (Interview with James Cameron from the L.A. Weekly) by Michael Dare
- Bones of Jesus found, Canadian documentary claims